# Conservatoire national supérieur d’art dramatique

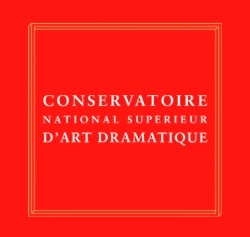
Logo des CNSAD

Das Conservatoire national supérieur d’art dramatique (CNSAD) in Paris gilt als die älteste und bedeutendste Schauspielschule Frankreichs. Sie geht zurück auf die im Jahre 1784 gegründete École royale de chant et de déclamation, in der das Sprechen eher Nebenfach für Musiker war. Dies erklärt auch den Begriff Konservatorium, der allgemein für Musikschulen gebraucht wird, nicht aber für Schauspielschulen.
1806 wurde das Schauspiel Hauptfach. 1946 wurde das Konservatorium geteilt, das Schauspiel durfte das 1811 als Konzertsaal konzipierte Théâtre du Conservatoire behalten, die Musiker zogen aus. Seit 1968 trägt das Konservatorium den heutigen Namen.

## Bedeutende Absolventen (Auswahl)

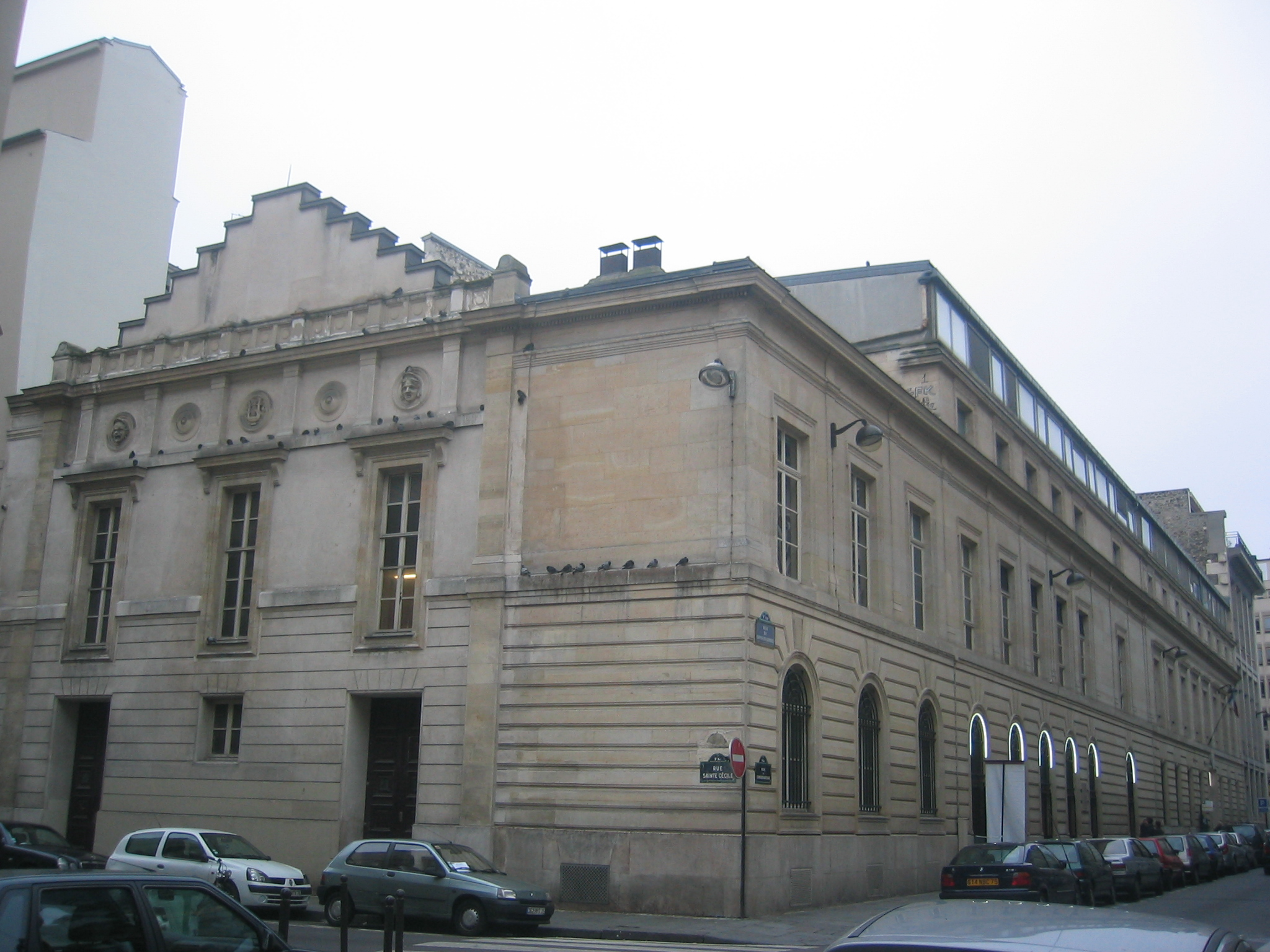
Gebäude des Conservatoire de Paris in der rue du Conservatoire

| - Isabelle Adjani - Bernard Alane - Jean-Hugues Anglade - Ariane Ascaride - Claudine Auger - Jean-Pierre Aumont - Michel Aumont - Sabine Azéma - Jeanne Balibar - Jean Barney - Marie-Christine Barrault - Nathalie Baye - Michel Beaune - Catherine Belkhodja - Jean-Paul Belmondo - Francine Bergé - Sarah Bernhardt - Richard Berry - Jean-Luc Bideau - Juliette Binoche - Dominique Blanc | - Christine Boisson - Valérie Bonneton - Carole Bouquet - Michel Bouquet - Didier Bourdon - Berthe Bovy - Rachida Brakni - Sophie Broustal - Nicole Calfan - Éric Caravaca - Amira Casar - Maria Casarès - Lyne Chardonnet - François Chaumette - Patrick Chesnais - Jean-Laurent Cochet - Anne Consigny - Noëlle Cordier - Bruno Cremer - Jean-Pierre Darroussin - Lise Delamare | - Christine Delaroche - Jérôme Deschamps - Georges Descrières - Françoise Dorléac - Mélanie Doutey - Michel Duchaussoy - Anny Duperey - André Dussollier - Pierre Dux - Robert Etcheverry - Catherine Frot - Michel Galabru - Nicole Garcia - Louis Garrel - Claude Gensac - Bernard Giraudeau - Paul Guers - Marina Hands - Isabelle Huppert - Francis Huster - Irène Jacob | - Christopher Lambert - Samuel Le Bihan - Jean-Pierre Marielle - Madeleine Marion - Olivier Martinez - Ludmila Mikaël - Maria de Medeiros - Jeanne Moreau - Bernard Murat - Vincent Perez - Clémence Poésy - Jean Rochefort - Sebastian Roché - Maurice Ronet - Pascal Sangla - Jacques Sereys - Sylvie Testud - Éric Vigner - Jacques Villeret - Kai Wong |